# Medjybij
Medjybij (en ukrainien : Меджибіж) ou Medjiboj (en russe : Меджибож ; en polonais : Międzybuż) est une commune urbaine de l'oblast de Khmelnytskyï, en Ukraine occidentale. Sa population s'élevait à 1 276 habitants en 2021.
Medjybij est le lieu de naissance du hassidisme, mouvement mystique juif.

## Géographie
Medytchiv fait partie du raïon de Khmelnytskyï. Elle se trouve sur la route principale reliant Khmelnytskyï à Vinnytsia. Son nom est dérivé de mejboujye, qui signifie « entre le fleuve Boug ». La ville est au centre du Parc naturel national du haut Pobouj.

## Histoire
Medjybij a d'abord[Quand ?] été une ville sous la souveraineté du prince de Kiev, avant de devenir[Quand ?] lituanienne, puis dans les années 1500 être contrôlée par les nobles familles polonaises des Sieniawski et des Potocki. La ville subit les attaques des Tatars, ce qui obligea les Polonais à la fortifier et à construire des barrages sur la rivière Boug pour créer des lacs protecteurs.   
Les premières mentions[Où ?] de Juifs à Medjybij datent du début des années 1500. Ces documents[Lesquels ?] indiquent que certains Juifs ont obtenu des privilèges spéciaux des rois polonais, et surtout mentionnent une proclamation de 1566 du roi Sigismond II Auguste que les Juifs de Medjybij sont exemptés pour toujours d'impôts. La plus ancienne sépulture dans le cimetière juif date de 1555. Le recensement effectué en 1571 enregistre la présence de 95 Russes, 35 Juifs et 30 Polonais.

### Les massacres cosaques
Malgré la construction d'une forteresse supposée imprenable[réf. non conforme], au milieu du XVIe siècle, les Cosaques de Bogdan Khmelnitski envahirent la région en 1648. À cette époque, Medjybij comptait plus de 12 000 habitants, dont plus de la moitié de Juifs. Une chanson historique juive ("historish lid") indique que 5 000 Juifs furent massacrés cette année-là par les Cosaques à Medjybij.
Jean II Casimir et Khmelnitsky négocièrent un traité en 1649 pour mettre fin aux hostilités, mais les pogroms reprirent en 1651 et en 1653. En 1661, il ne restait plus qu'une poignée de Juifs à Medjybij. Le dernier pogrom cosaque eut lieu en 1664. Selon un recensement de 1678, la région ne comptait plus que 275 Juifs.

### De la domination turque à l'empire soviétique
Prise par les Turcs, en 1672, Medjybij redevint polonaise en 1682, sous le règne de Jean Sobieski. Centre politique de la province de Podolie, elle connut une période florissante considérée comme l'âge d'or de la ville. C'est environ en 1740 que le Baal Shem Tov, fondateur du Hassidisme, décide de s'installer à dans la ville pour propager ses enseignements. Vers 1750, elle comptait environ 2 500 Juifs, c'est-à-dire plus de la moitié de la population. Certains de ses descendants comme le rabbin Borukh de Medjybij (1757-1811) et le rabbin Nahman de Bratslav (1772-1810), né à Medjybij, dynamisent l'enseignement hassidisme. 
Lors de la deuxième partition de la Pologne, en 1792, Medjybij tomba sous la domination de la Russie, et le sort des Juifs se détériora en raison des contraintes qui leur étaient imposées par le régime tsariste. La situation économique de la ville se dégrada au profit de la ville voisine de Letychiv.
Après la révolution bolchevique de 1917, le territoire fut occupé d'abord par les troupes allemandes, puis par les troupes hongroises jusqu'à la fin de la Première Guerre mondiale. Durant la guerre civile ukrainienne de 1919-1922, opposant les Armées blanches, les Polonais et les nationalistes ukrainiens aux bolcheviques, la ville changea plusieurs fois de mains. Medjybij fut alors le théâtre de pogroms contre la population juive, menés par l'une ou l'autre des milices. 

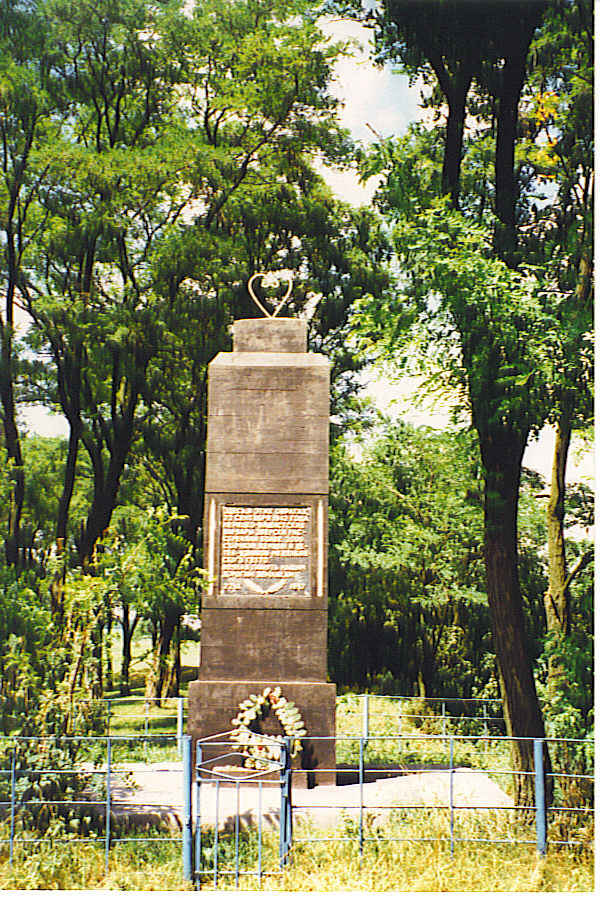
Monument aux 3000 morts juifs de Medjybij, qui furent exécutés en 1942 dans trois ravins proches

La ville, ruinée par la guerre civile, ne vit une reprise de son économie qu'avec le début du régime soviétique, à partir de 1922. La révolution est tout d'abord bien accueillie par les Juifs de Medjybij qui virent en elle l'assurance de la fin des pogroms. Mais la politique antireligieuse du régime soviétique, et à partir des années 1930, la politique ouvertement antisémite de Staline, conduisent de nombreux Juifs à tenter de quitter le pays.

### Seconde Guerre mondiale
Medjybij tombe aux mains des forces nazies lors de l'opération Barbarossa le 8 juillet 1941, après relativement peu de résistance, et resta entre les mains des troupes allemandes jusqu'à sa libération par les troupes soviétiques le 24 mars 1944.  
Medjybij est considéré comme un important axe de communication entre l'Allemagne à l'ouest et la ville de Vinnitsa et le front à l'est.  Vinnitsa devient même entre 1942 et 1943, le quartier-général d'Adolf Hitler, d'où il dirige personnellement les opérations en territoire soviétique. Les Allemands décident alors de construire une voie routière à grande circulation pour le passage de leurs troupes.  
Les nazis créent alors des ghettos à Medjybij et à  Letychiv pour fournir à l'Organisation Todt de la main-d'œuvre gratuite pour leur projet de construction de routes. En raison de ce projet spécial, le ghetto de Medjybij gardera ses Juifs plus longtemps que la plupart des villes environnantes, où les unités d'Einsatzgruppen exécutent la totalité de la population juive très rapidement après le début de l'occupation nazie. Les unités d'Einsatzgruppen ne seront appelées qu'après la fin des travaux à l'été 1942. L'assassinat de tous les Juifs du ghetto a alors lieu lors de trois massacres séparés entre le 21 août 1942 et le 31 octobre 1942. Les autorités soviétiques firent état de 2 558 Juifs fusillés par les Allemands dans les ravins à l'ouest de la ville.

## Population

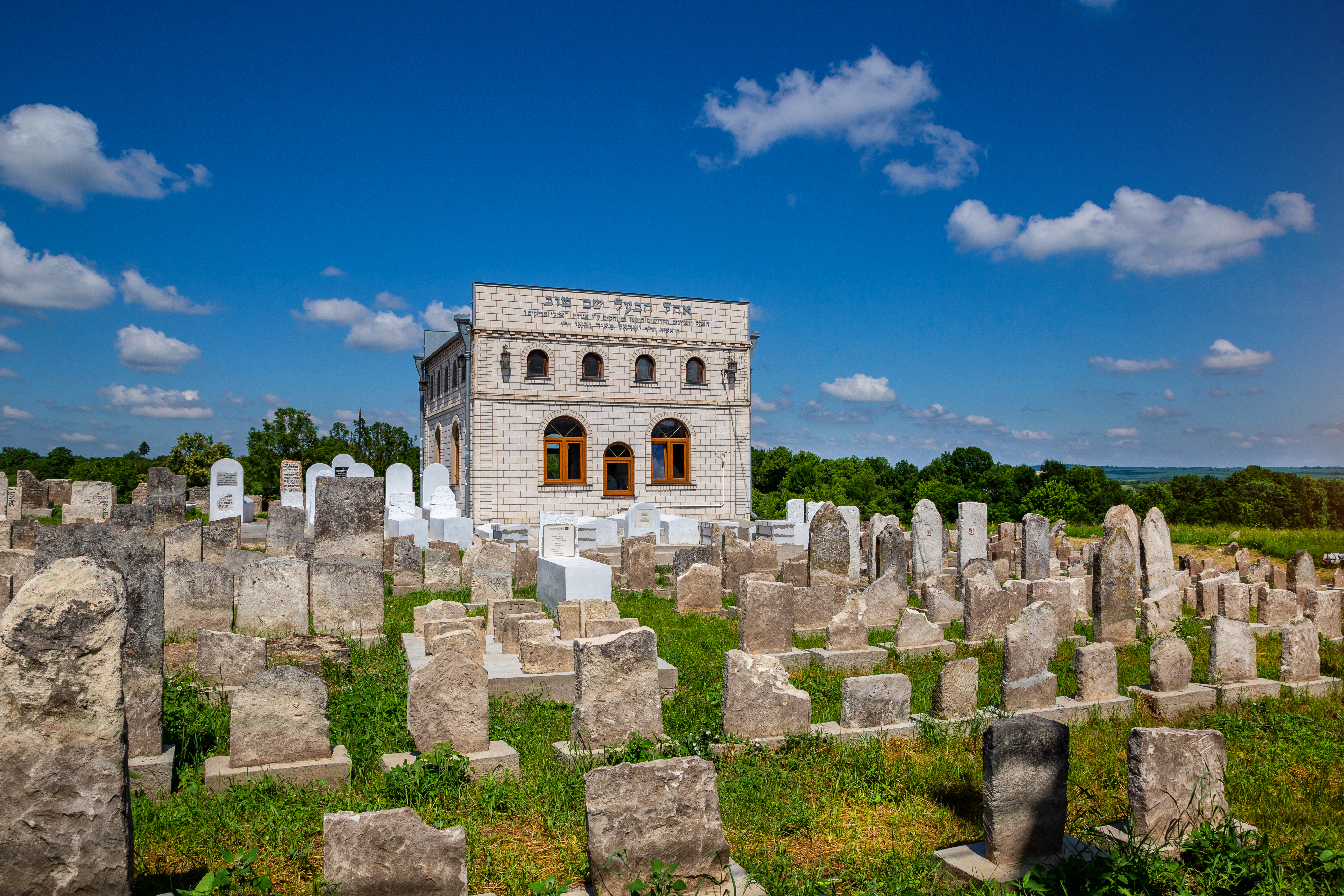
Le vieux cimetière juif à Medjybij. Juillet 2020.

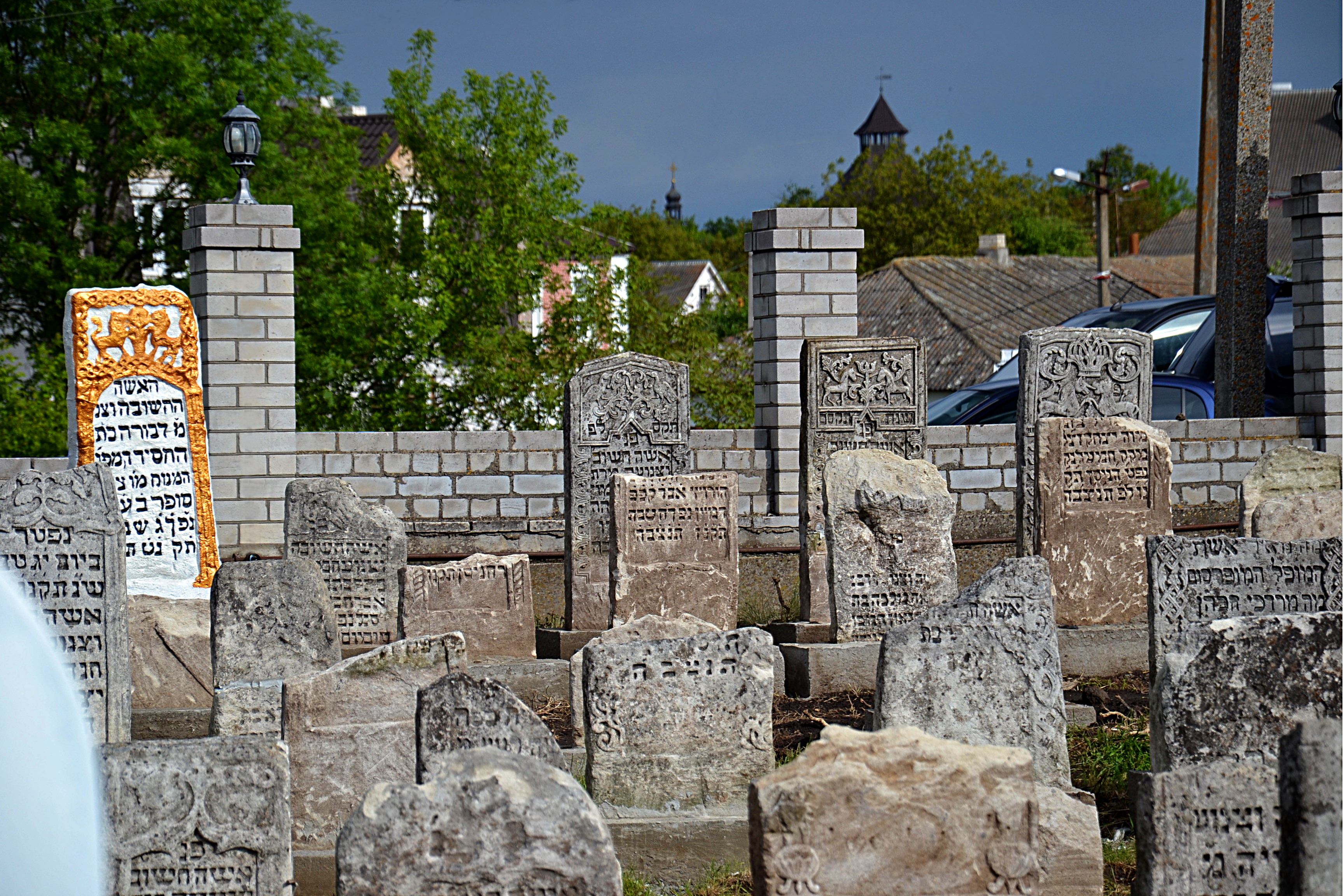
Quelques tombes dans le vieux cimetière juif de Medjybij. Mai 2020.

Recensements (*) ou estimations de la population :
| 1923* | 1926*  | 1959* | 1970* | 1979* |
| ----- | ------ | ----- | ----- | ----- |
| 5 035 | 11 339 | 8 620 | 2 762 | 2 148 |

| 1989* | 2001* | 2011  | 2012  | 2013  |
| ----- | ----- | ----- | ----- | ----- |
| 1 965 | 1 768 | 1 505 | 1 475 | 1 480 |

| 2021  | - | - | - | - |
| ----- | - | - | - | - |
| 1 276 | - | - | - | - |